# Sanat Naft Abadan
Sanat Naft Abadan Football Club (pers. باشگاه فوتبال پيکان) – irański klub piłkarski, grający w Iran Pro League, mający siedzibę w mieście Abadan.

## Stadion
Domowe mecze klub rozgrywa na stadionie o nazwie Tachti, leżącym w mieście Abadan. Stadion może pomieścić 22000 widzów.